# يعقوب شوارتز
يعقوب شوارتز (بالعبرية: יעקב שוורץ‏) هو لاعب كرة قدم إسرائيلي في مركز الوسط، ولد في 12 أغسطس 1964 في إسرائيل. شارك مع منتخب إسرائيل لكرة القدم. أما مع النوادي، فقد لعب مع بيتار القدس ومكابي نتانيا وهابوعيل تل أبيب.

## وصلات خارجية
- يعقوب شوارتز على موقع ناشيونال فوتبول تيمز (الإنجليزية)